# Примесь (фильм)
«Примесь» (англ. Upstream Color; дословно — «Цвет выше по течению») — культовый фильм американского режиссёра Шейна Кэррута, премьера которого состоялась на фестивале Сандэнс 21 января 2013 года. Премьера фильма в Нью-Йорке прошла 5 апреля 2013 года, и в Лос-Анджелесе — 12 апреля 2013 года.
Режиссёр Шейн Кэррут является также автором сценария, продюсером, монтажёром, композитором, художником-постановщиком и кастинг-директором фильма. Это его второй полнометражный художественный фильм после картины «Детонатор» (2004). Главные роли в фильм сыграли Эми Сейметц, Шейн Кэррут, Эндрю Сенсениг и Тиэго Мартинс.
Фильм рассказывает о двух людях, жизнь и поведение которых — о чём они не знают — находится под воздействием сложного паразита, жизненный цикл которого состоит из трёх фаз, он проходит по замкнутому циклу из людей в свиней, затем в орхидеи и снова в людей. «Между мужчиной и женщиной существует особая связь, которая вплетена в жизненный цикл вечного организма. Человеческая индивидуальность становится иллюзией в их борьбе и попытках собрать воедино несвязанные фрагменты разрушенных жизней».

## Сюжет
Некий наркодилер по имени Вор (Тиаго Мартин) извлекает из цветочных горшков особые синие орхидеи, просеивает землю и собирает живущих в ней круглых червей. Он кладёт одного из червей в медицинскую капсулу и отправляется в ночной клуб. Молодая сотрудница офиса Крис (Эми Сейметц) вечером приходит в клуб. Оставшись с ней наедине, Вор наносит Крис удар электрошокером, выносит её через заднюю дверь во двор и с помощью кислородной маски запускает в её организм червя, который парализует её волю и порождает состояние повышенной восприимчивости к гипнотическому воздействию. Её крайне внушаемое психическое состояние Вор использует в своих интересах. Он приезжает с Крис в её дом и с помощью тщательно разработанной системы действий, в частности, заставляя её составлять цепочки из листков бумаги, в которых каждое звено содержит переписанную страницу из романа «Уолден, или Жизнь в лесу», Вор устанавливает контроль над её сознанием. В конце концов, с помощью манипуляций он заставляет её отказаться от своего имущества и передать ему имеющиеся у неё сбережения в форме ценных монет и средств на её банковском счёте. В результате гипнотического внушения Крис не в состоянии есть твёрдую пищу. Вор даёт ей только пить небольшими порциями воду в строго определённые промежутки времени, которую она под внушением воспринимает как крайне освежающую и вкусную. Вор выводит Крис из гипнотического состояния, предположительно, это происходит после того, как она снова начинает употреблять твёрдую пищу. Крис яростно объедается и засыпает в грязной одежде. Она просыпается в своём доме и видит, что у неё под кожей быстро перемещаются один или даже нескольких круглых червей. Она безуспешно пытается удалить их из тела, делая надрезы на собственном теле с помощью кухонного ножа.
Некоторое время спустя фермер-свиновод, коллекционирующий семплы природных звуков — Семплер (Эндрю Сенсениг) — заманивает Крис на свою ферму, используя инфразвук, который привлекает червя. Без каких-либо объяснений Семплер устраивает нечто вроде переливания крови, с помощью которого червь перемещается из тела Крис в тело молодой свиньи. Некоторое время спустя Крис пробуждается в пустом внедорожнике, который стоит на разделительной полосе на автотрассе. Она ничего не помнит о том, что с ней произошло.
Вернувшись в свой дом, она с недоумением обнаруживает, что он пришёл в полный беспорядок, она видит пятна крови на своей кровати и на полу и решает позвонить в полицию. Однако тут же понимает, что абсолютно не знает, что сказать, и прекращает набирать номер. Наведя в доме порядок, Крис отправляется на работу, где её сразу же увольняют за прогулы. Зайдя за покупками в магазин, она выясняет, что с её банковской карточки исчезли все деньги.
Приблизительно год спустя в электричке Крис знакомится с мужчиной по имени Джефф (Шейн Кэррут), и, не подозревая о том, устанавливает с ним связь на метафизическом уровне. Крис и Джефф начинают встречаться, и, в конце концов, проводят вместе ночь. Вскоре они оба понимают, что пережили в жизни похожие обстоятельства. Джефф потерял работу брокера из-за того, что стал гонять по кругу средства компании, надеясь таким образом скрыть украденные у него деньги, объясняя своё поведение психическим срывом.
Они начинают чувствовать физическую боль и чувства друг друга. Крис чувствует, что она беременна, но на приёме врач сообщает ей, что у неё был рак матки, после чего она стала бесплодной и не сможет иметь детей. Но рак был у неё в прошлом, и, по словам врача, на данный момент не представляет опасности для её жизни. По мере развития отношений между Джеффом и Крис, каждый из них странным образом начинает воспринимать воспоминания и личную жизнь другого как свою собственную.
Свинья, в которую был запущен червь, полученный от Крис, рожает поросят. Семплер сажает этих поросят в мешок и выбрасывает его в ручей. Это событие каким-то образом влияет на эмоциональное состояние Джеффа и Крис. Джефф без видимой причины набрасывается и избивает двух своих коллег, а Крис начинает неистово что-то искать, как будто потеряла что-то важное. Оба в состоянии паники встречаются и едут в дом Крис, где собирают запасы еды и хозяйственных товаров, в том числе, ружьё, и запираются в ванной комнате, ожидая чего-то страшного.
Тем временем мешок с поросятами на дне ручья прогнивает, и из открытых ранок на телах поросят наружу вырывается голубая субстанция, наполняя собой окружающую воду, которая питает растущие поблизости орхидеи. Орхидеи приобретают синий цвет, после чего их собирают местные жители. Они продают их в районе, где действует Вор.
Крис и Джефф начинают вслушиваться в звуки и обнаруживают, что Крис уже какое-то время бормочет текст из книги «Уолден». С этого момента они начинают восстанавливать в памяти то, что случилось с ними обоими. На уровне подсознания Крис и Джефф вспоминают звуки, связанные со свинофермой, которые исполнял Семплер. В воображаемом эпизоде Крис, Джефф и Семплер садятся за один и тот же стол в пустой белой комнате. Сцена неожиданно обрывается и снова переносится на свиноферму, где Крис в упор убивает Семплера из пистолета. Крис и Джефф забирают коробку с записями, выясняя имена других людей, в тело которых был введён червь. Они вызывают этих жертв на ферму, направляя им копии книги «Уолден». Ферма после этого модернизируется, а свиньи получают хороший уход. В результате свиней больше не топят, орхидеи не синеют, а Вор лишается червей для своего наркотика.

## В ролях
- Эми Сейметц — Крис
- Шейн Кэррут — Джефф
- Эндрю Сенсениг — Семплер
- Тиаго Мартинс — Вор

## Оценка фильма критикой

### Общая оценка фильма
Фильм получил преимущественно положительные отзывы критики, обратившей внимание на стилистическую преемственность авторского кино Шейна Кэррута, высокий уровень режиссуры, операторской работы и монтажа при весьма скромном бюджете, а также интригующий, но трудно поддающийся логическому анализу сюжет картины.
Манола Даргис в «Нью-Йорк таймс» назвала «Примесь» «глубоко искренним, трудно поддающимся расшифровке фильмом о бытие и природе, мужчинах и женщинах, самом себе и ком-то другом, червях и свиньях», добавив, что «со своей дискретностью и загадками, „Примесь“ предлагает себя как головоломку, а также как философскую игрушку, которую можно крутить и крутить до тех пор, пока кафе не закроется и не вытолкнет вас в ночь».
Кинокритик журнала «Variety» Джастин Чэнг оценил картину как «столь же загадочную, как и дебютный фильм Кэррута „Детонатор“ (2004), хотя и по совершенно другим причинам», отметив также, что «определённо „Примесь“ стала самой сложной драматической работой на „Сандэнсе“ этого года». Чэнг называет фильм «побуждающим к размышлениям гипнотическим произведением экспериментального кино. Это также поэма о свиньях, медитация об орхидеях, интеллектуально-духовная любовная история, крайне туманный визуально-звуковой коллаж, и, наверное, свободное переосмысление книги Генри Дэвида Торо „Уолден“». Как далее указал критик, «это непримиримая авангардная работа, которая относится к традиционному способу изложения истории как к какому-то не особенно интересному виду пришельцев; и потому мейнстрим не обратит на этот фильм внимания, в то время как рискованные и смелые зрители отправятся вместе с ним в странное и полное фантазии путешествие».
Тревор Джонсон в журнале «TimeOut» пришёл к заключению, что «второй фильм Кэррута после его потрясающего независимого дебюта „Детонатор“ в 2004 году, возможно, является самым визуально изобретательным американским фильмом со времён „Головы-ластика“ (1977) Дэвида Линча, но его поток галлюциногенных визуальных образов включает и определённый „что-это-за-чёрт“ фактор». Он продолжает: «Если вы когда-либо размышляли о том, есть ли в жизни что-то ещё, или не могли уснуть от незаметно надвигающегося глухого шума в темноте, этот фильм будет говорить с вашей душой — даже в тот момент, когда его обволакивающая, тревожная, вдохновляющая история заставит ваш ум прокручивать головокружительные возможности происходящего».
Тодд Маккарти в «Голливуд репортер» назвал «Примесь» «долгожданным вторым фильмом Кэррута, „Детонатор“ которого… принёс режиссёру культовый статус», написав, что он «идёт сходным, хотя в кинематографическом плане более сложным путём, сочетающим исключительное техническое мастерство с сознательно неясным повествованием и смыслом. Учитывая значительный объём намеренно скрытой информации и отсутствие диалога в последней трети фильма, эта в высшей степени экспериментальная работа вызовет как восторг своими многочисленными красотами, так и недоумение в отношении того, что вообще происходит… Всё это кажется глубоким для одних и не значит ничего для тех, кто так и не понял его алгебры… „Примесь“, конечно, надо посмотреть, если вас привлекает блестящее техническое мастерство, выразительный монтаж, нелинейный повествовательный стиль, неясная умозрительная история или новые значимые актрисы… Это в высшей степени снобистская культовая вещь, аудиторию для которой Кэррут очевидно чувствует, так как планирует лично заниматься дистрибуцией обоих своих фильмов».
По мнению Ричарда Броуди из «The New Yorker» по жанру это «биологическая научно-фантастическая драма, которая раскручивается в романтическую историю», Стефани Захарек в «Village Voice» назвала картину «немного загадочной, мрачной романической историей, в которой двое пострадавших людей находят свой путь друг к другу». Кеннет Тьюрэн в «Лос-Анджелес таймс» заключил, что «частично это научно-фантастический страшный фильм, частично необычная романтическая история, частично — вообще не вписывающееся ни в какую-либо классификацию, замечательное кино, сделанное одним человеком». Далее он указывает: «Смотреть этот иллюзорный, беспокойный фильм — это всё равно, что ощущать себя внутри не собственного, а чьего-то чужого сна, который как захватывает, так и лишает покоя совершенно неуловимыми способами… „Примесь“ настолько загадочна, насколько может быть кино — и это сделано не случайно, а целенаправленно, даже преднамеренно. Быть понятым с первого взгляда — это не та задача, которую поставил перед собой Шейн Кэррут».
Майкл О’Салливан в «Вашингтон пост» дал фильму следующую оценку: «Как и его предыдущий фильм, который вызвал как культовое поклонение, так и хор возмущённо-озадаченных воплей, „Примесь“ доставит безграничное наслаждение одним и приведёт в ярость других. А для части зрителей он даже сможет сделать и то, и другое одновременно, вызвав озадачивающее оцепенение, даже если он подтверждает статус Кэррута как одного из самых замечательных, но и самых непонятных художников нашего дня… После выхода из кинотеатра, для меня определённость никогда не казалась столь ускользающей. Одно точно: Мне „Примесь“ понравилась намного больше, чем „Детонатор“».

### Художественные особенности фильма
Характеризуя картину, Манола Даргис пишет: «Если Вас удивит то, что происходит на экране, а также почему, сидите спокойно, потому что несмотря на весь космический размах и мозаичный монтаж Кэррута, „Примесь“ не представит трудностей для просмотра, если вы не будете излишне заморачиваться тем, что это значит, и просто последуете вслед за его извилистым потоком», отмечая, что «это порой чарующая, порой утомительная смесь идей, то очевидных, то непроницаемых, то трогательных, то сладостно одурманивающих».
Чэнг считает, что «часто упоминаемая в фильме книга „Уолден“ служит ключом к тому, что хочет сказать Кэррут: при всех своих насыщенных уровнях визуально-слуховой стимуляции, фильм одновременно трансцендентный и медитативный, и в определённом смысле служит призывом к внутреннему очищению, прописанному Торо. Претенциозные или возвышенные, именно эти невыразимые духовные обертоны в конце концов делают „Примесь“ столь доступной, несмотря на все свои загадки: это более тёплый, менее наполненный дурными предчувствиями фильм, чем „Детонатор“; он не волнует в привычном понимании, но тем не менее всё равно наполнен чувствами».
Описывая картину, Тревор Джонстон обращает внимание, что «элементы боди-хоррора в духе Кроненберга, тревожная любовная история и триллер о злом гении задают фильму направление до тех пор, пока действие некого странного органического процесса не занимает центральное место в этой истории». Далее Джонстон задаётся вопросом: «И что всё это означает? Ну, это могла бы быть метафора капитализма и того недовольства, который он порождает. Или, возможно, он рассматривает абсурдность индивидуализма в рамках широкой панорамы нашей планеты». «Однако, — подводит он итог, — „Примесь“ не столько вколачивает в вашу голову идеи, сколько дарит вам уникальное волнующее восхищение».
Кеннет Тьюрэн отметил, что «пожалуй, самая восхитительная вещь в отношении „Примеси“, это то, что хотя сюжет легко очертить в самом общем смысле, его подробности полностью отрицают возможность изложить его в традиционной форме», добавив, что «первая часть „Примеси“ является предельно беспокойной и самой простой с точки зрения понимания сюжета, когда вы осознаёте, что смотрите научно-фантастическую аферу с личинками, которые живут в цветистых садах, растущих выше по течению». Также, по словам Кеннета Тюрана, на одной из пресс-конференций на просьбу дать разъяснения о подробностях сюжета Кэррут не только их не дал, но остался в недоумении относительно того, зачем вообще кому-то захотелось их узнать.
По мнению Майкла О‘Салливана, «всё, что происходит, сбивает с толку и вызывает восторг… Попытка распутать или хотя бы проговорить словами сюжет „Примеси“ — это всё равно, что биться головой о стену. Это не столько научная фантастика, сколько миф». О’Салливан далее пишет: «фильм имеет трудное для понимания фрагментарное повествование, включающее наркотические личинки червей и неопределённо беспокойные хирургические эксперименты с участием свиней и людей. Странным образом, фильм заканчивается тем, с чего начинается — с выращивания упомянутых выше психотропных насекомых — давая понять, что время не линейно, а бесконечно, безумно циклично», отметив, что «с визуальной точки зрения, он красиво рассказан, пробуждая чувства как неуловимого ужаса, так и своего рода духовного чуда». Далее критик пишет: «Я не знаю, что намеревался показать Кэррут — и я не уверен, что и он сам это понимает — но „Примесь“ вторгается на территорию, которая воспринимается в значительной степени как религиозная. Нечто подобное безуспешно попытался выразить столь же фрагментарный, но более тяжеловесный фильм Терренса Малика „К чуду“ (2012)». О‘Салливан резюмирует: «До определённой степени историю Кэррута можно назвать историей о чём угодно, она как будто рассказывает о вечной тайне, которая тесно связана с природой существования и с природой личности, и со смыслом жизни как таковым». В завершение автор задаётся вопросом: «Стоит ли смотреть „Примесь“? Лучше, наверное, спросить: Сколько раз надо его посмотреть? Как заявил Кэррут в одном интервью, его возбуждает идея сделать ещё один фильм, который никто не сможет переварить с одного раза».
Начиная разбор фильма, Захарек замечает, что «тонкая линия разделяет что-то по-настоящему загадочное и что-то совершенно фальшивое. Фильм, который оставляет чувство неясности в отношении того, что происходит, не обязательно загадочен — он может быть просто нелеп. Иными словами, проблема может заключаться в нём, а не в вас». Она предупреждает: «Но опасайтесь чар этого квази-экспериментального сольного шоу: под уверенной поверхностью „Примеси“ пузырится поток претенциозности — он поёт нам примерно следующее: „До Вас это, наверное, не дойдёт, но всё равно попробуйте“. Вот почему у фильма нет никакого эмоционального воздействия; он уважает законы науки больше, чем безумную, живую энтропию искусства». По мнению критика, «чувственной только в клиническом смысле, „Примеси“ не хватает ускользающей переменной, фактора Х. Когда Кэррут, кинематографист-самоучка и бывший инженер, наводит свою камеру на пугающие ярко-синие цветы — или на какие-то тревожные девственно белые — они буквально торчат из экрана, как неожиданный укор со стороны Матери-Природы. Точно также, когда Джефф и Крис, неожиданно поражённые мучительной паранойей, находят убежище в пустой ванной, их переплетённые конечности становятся знаком „инь и ян“. Смысл есть повсюду в „Примеси“. Если бы только жизнь была так проста, или так просто могла бы быть отображена в виде схемы». Захарек подводит итог: «Быть озадаченным „Примесью“ — это значит быть нормальным человеком; история непонятна по замыслу, хотя операторская работа предельно точна. Но это бескровный фильм, и его идеи не столь искусны и сложны, как можно было бы ожидать, исходя из хитрого, замысловатого творческого метода Кэррута».

### Сравнение с «Детонатором»
Джонстон считает, что «при просмотре „Примесь“ так же непонятна, как и концепция путешествий во времени в „Детонаторе“. Но с того фильма Кэррут существенно вырос, в значительной степени выбросив фанатичную инжернерную болтовню ради ориентированного на картинку ассоциативного монтажа, который несёт как трепетное беспокойство, так и сентиментальный лиризм».
Захарек придерживается мнения, что «„Детонатор“ умён, или старается произвести такое впечатление. А для картины, сделанной с экстремально низким бюджетом, его производственные качества изящны и элегантны, на порядок превосходя всё то, что делали другие набиравшие в том время силу режиссёры. Вы не поймаете Кэррута направляющим трясущуюся камеру на отчаянно неинтересных людей, как это было в „Вильямсбурге“ (2006)». Однако, по мнению критика, «Примесь» (по сравнению с «Детонатором») «намного более амбициозна, тематически и технически. И хотя планировалось, что это будет эмоционально более богатый фильм» — в нём даже появляется что-то вроде любовной истории — но, в конце концов, фильм холоден и отстранён, и кроме того «ещё более плотно наполнен хорошо замаскированной чепухой».

### Оценка работы Кэррута как создателя фильма
Тодд Маккарти считает, что «кино Кэррута — это кино впечатлений и технического мастерства, а не очевидного смысла». Критик напоминает: «Получив академическое образование как математик и инженер, Кэррут погружается в структуры, разрывая и выстраивая их заново, исследуя теории форм выражения, проводя линии на доске (или экране), которые могут соединиться или нет, конструируя невербальные средства коммуникации, язык, которой всё-таки не может выразить что-либо отчётливое». Маккарти заключает, что «попытка объяснить слишком упрощённо то, что происходит, сведёт фильм к весьма приблизительно объяснимым сюжетным моментам, такой подход Кэррут безжалостно отвергает в принципе. Впечатления от просмотра фильма, особенно первой его части, глубоко внутренние и чувственные; образы обладают изысканной хрустальной ясностью, и набросаны быстрыми ритмическими волнами, особенно гипнотическими в первой части».
Тьюрэн пишет, что «Кэррут непоколебим в рассказах историй своим особым образом, и в этом он настолько хорош, что приковывает нас к креслам, даже когда мы толком и не знаем, что происходит. А может быть, именно тем, что мы не знаем наверняка, что же на самом деле происходит». Критик далее отмечает: «И всё же главное в „Примеси“ — это не то, что Кэррут сделал все эти вещи, а что он сделал их хорошо. Фильм держит нас крепкой хваткой, потому что Кэррут уникальный визуальный творец, особенно искусный при создании образов, которые срабатывают на уровне нашего подсознания. Кто-то сказал о Кэрруте, что он ненавидит даже саму идею синопсиса, его цель — добиваться результата как раз за рамками нашего рационального понимания. Он хочет, чтобы мы не знали, а чувствовали».
Чэнг считает, что «хотя описание картины звучит необычно и ещё более странно смотрится на экране, Кэррут выстроил фильм в сложную симфоническую структуру, которая напоминает то Малика, то Линча в своей повествовательной нелогичности, осязаемой лиричности и возможном подтексте с переселением душ».
Даргис подчёркивает, что «Кэррут мало говорит и ещё меньше объясняет, но фильм не воспринимается как сатирический, даже если и подходит вплотную к абсурдному», Чэнг отмечает, что «даже самые внимательные зрители могут испытать трудности с пониманием действий персонажей» и некоторых обстоятельств истории, Джонстон добавляет, что «Кэррут не собирается вводить какую-либо благоразумную и авторитетную фигуру, чтобы объяснить сюжет. Вместо этого предлагается интерес и интрига разгадывания того, что происходит».
Захарек отмечает: "Картина красиво снята самим Кэррутом; палитра его тонов легко переходит от резкого к мягкому, определяя угрозу и красоту многоцветной палитры мира природы, он также использует бежевый для не обязательно безопасных городских благ. И это делается умело: Кэррут сам смонтировал фильм, создавая повествование как будто сквозь разбитое зеркало, которое постепенно собирает отдельные кусочки воедино. И даже хотя повествовательная структура не прямолинейна, за основным сюжетом и идеями ни насколько не сложнее следить, чем, скажем, за сверхкостюмированной медитацией Леоса Каракса «Корпорация «Святые моторы»» (2012).
Даргис обращает внимание на то, что «влияние Малика на Кэррута, каким бы осознанным оно не было, очень глубоко». Она пишет: «Это очевидно и в повышенном внимании Кэррута к миру природы: книга „Уолден“, шепчущие голоса и многие визуальные образы, включая замедленную съёмку убитой свиньи, которая разлагается под водой, что смотрится как катастрофическая противоположность замедленному эпизоду с зернами, прорастающими из-под земли в „Днях жатвы“ (1978)». Маккарти также замечает, что «в фильме доминируют природные и земные элементы: почва, растения, корни, вода». Дергис продолжает: «Влияние Малика заметно и в кадрах, в которых Крис и Джефф гуляют, шепчут и касаются друг друга, эти кадры не привязаны к конкретному времени, а могли бы происходить как в прошлом, так и в настоящем или в будущем. В эти маликовские моменты время становится столь же цикличным, как восход и закат солнца… Кэррут также выражает эту цикличность через монтаж, перескакивая во времени для создания повествовательных эллипсисов».

### Оценка работы Кэррута как оператора, монтажёра и композитора
Джастин Чэнг обращает внимание на то, что «картина настолько плотно смонтирована (Кэррутом и режиссёром фильма „В бегах“ (2013) Дэвидом Лоури), что ни одна сцена, как будто, не длится более нескольких секунд, что в сочетании с мелкофокусной композицией создаёт чувство почти постоянной дезориентации. А с помощью почти вездесущей синтезаторной музыки подложенной под слои бренчащих фортепианных аккордов, фильм как будто пытается ввести в состояние синестезии».
Ричард Броуди отмечает, что как оператор Кэррут «ведёт съёмку с непоколебимой биоморфической близостью, как будто рассматривая тело изнутри и снаружи сквозь микроскоп, быстро перескакивая через гротеск в трансцендентность». Он также отмечает, что «стремительный, фрагментарный монтаж и ярко сияющие образы предлагают шаткую связь с обоснованием причин происходящего, а также пропасти невосполнимой потери. Побочные сюжетные линии о коллекционере звуковых эффектов, об особо очаровывающей жертв свиной ферме, и повторяющиеся фразы из книги Торо „Уолден“ переплетаются, создавая картину, обширную и естественную, и при этом рефлексивно кинематографичную и глубоко сострадательную».
По мнению Даргис, «мягкий, мерцающий свет и расплывчатый фон выглядят как будто из фильма Терренса Малика», образный ряд фильма напоминает работы Дэвида Линча и «Небо над Берлином» (1987) Вима Вендерса.

### Оценка актёрской игры
Среди актёрских работ в фильме критики особенно выделили игру Эми Сейметц. Так, Маккарти написал: «Хотя Кэррут в значительной степени остался кинематографическим человеком-оркестром — он написал сценарий, стал сопродюсером и сомонтажёром, написал музыку и сыграл главную роль — в „Примеси“ на самом деле доминирует актриса Эми Сейметц, ветеран независимого кино, которая в прошлом году сама поставила фильм „Солнце, не свети“ (2012). Грустно-умная и красивая, в определённых ракурсах напоминающая Жюльетт Бинош, она господствует на экране в великолепном, но интригующем начальном отрезке».
По мнению Чэнга, «можно лишь гадать, какие указания получали актёры, чтобы наполнить жизнью свои роли, которые как будто раскалываются и собираются заново по собственному усмотрению, но Сейметц обеспечивает тихо запоминающееся присутствие, особенно в мягком финальном затухании».
Со своей стороны, Захарек отмечает: «Грустный лейтмотив фильма можно обобщить довольно кратко: Мы разъединены с природой и разъединены друг с другом. Это идея лучше всего просматривается в игре Сейметц, самом впечатляющем компоненте фильма. Даже хотя Крис потеряла свою жизненную силу, может быть, даже смысл к существованию, её глаза лишь наполовину пусты — Сейметц даёт понять, что в них есть искорки жизни. Говоря, на математическом языке она вытесняет негативное качество позитивным, простой возможностью счастья».

## Признание
Фильм добился заметного признания на фестивалях независимого кино и был удостоен нескольких наград профессиональных организаций в области кино, в частности:
| Год  | Награждающий орган                         | Категория                                                 | Результат | Кто удостоен                             |
| ---- | ------------------------------------------ | --------------------------------------------------------- | --------- | ---------------------------------------- |
| 2013 | Кинофестиваль Сандэнс                      | Специальный приз жюри за звук                             | Премия    | Шейн Кэррут, Джонни Маршалл и Пит Хорнер |
| 2013 | Кинофестиваль Сандэнс                      | Лучший режиссёр                                           | Номинация | Шейн Кэррут                              |
| 2013 | Кинофестиваль Камеримидж                   | Лучший операторский дебют                                 | Номинация | Шейн Кэррут                              |
| 2013 | Премия Готэм                               | Лучшая актриса                                            | Номинация | Эми Сейметц                              |
| 2013 | Премия Готэм                               | Лучший фильм                                              | Номинация | Шейн Кэррут, Кейси Гуден, Бен ЛеКлер     |
| 2013 | Лондонская гильдия критиков                | Техническое достижение года (дизайн звука)                | Номинация | Джонни Маршалл                           |
| 2013 | Ассоциация кинокритиков Лос-Анджелеса      | Лучший монтаж                                             | 2 место   | Шэйн Кэррут, Дэвид Ловери                |
| 2013 | Международный кинофестиваль в Сиджесе      | Премия Гражданина Кейна за лучшее режиссёрское откровение | Премия    | Шейн Кэррут                              |
| 2014 | Премия Интепендент спирит                  | Лучший режиссёр                                           | Номинация | Шейн Кэррут                              |
| 2014 | Премия Интепендент спирит                  | Лучший монтаж                                             | Номинация | Шейн Кэррут Дэвид Ловери                 |
| 2014 | Ассоциация кинокритиков Чикаго             | Лучший монтаж                                             | Премия    | Шейн Кэррут, Дэвид Ловери                |
| 2014 | Ассоциация кинокритиков центрального Огайо | Лучшая операторская работа                                | Номинация | Шейн Кэррут                              |
| 2014 | Ассоциация кинокритиков центрального Огайо | Лучший фильм                                              | Номинация |                                          |